# 11 Gwardyjska Samodzielna Brygada Desantowo-Szturmowa
11 Gwardyjska Samodzielna Brygada Desantowo-Szturmowa (ros. 11-я отдельная гвардейская десантно-штурмовая бригада, – związek taktyczny Sił Zbrojnych Federacji Rosyjskiej, wchodzący w skład jednego z dwóch samodzielnych rodzajów wojsk Sił Zbrojnych Federacji Rosyjskiej, ze sztabem w Ułan Ude.

## Formowanie i walki
1 sierpnia 1968 w Mogoczy (obwód Czita), na podstawie zarządzenia Sztabu Generalnego Wojsk Lądowych z 4 czerwca 1968 i Sztabu Zabajkalskiego Okręgu Wojskowego z 21 czerwca 1968 została utworzona 11 Samodzielna Brygada Powietrzno-Szturmowa. Podstawą brygady był 1 batalion zmechanizowany 113 Gwardyjskiego pułku zmechanizowanego 38 Gwardyjskiej Dywizji Zmechanizowanej, przemianowany na 617 samodzielny batalion powietrznodesantowy oraz przekazane z Moskiewskiego Okręgu Wojskowego eskadryla śmigłowców Mi-8, 656 samodzielna kompania łączności i 49 samodzielna kompania zabezpieczenia lotniskowo-technicznego, będące podstawą 211 grupy lotniczej. 
W latach 1981–1987 piloci 307 i 329 pułków śmigłowców 11Gw.BD-S brali udział w walkach w Afganistanie.
W 1991 brygada stacjonowała Mogoczy w Zabajkalskim Okręgu Wojskowym.